# Kościół św. Wawrzyńca w Olszynie
Kościół świętego Wawrzyńca w Olszynie – rzymskokatolicki kościół filialny należący do parafii Najświętszej Maryi Panny Wniebowziętej w Ostrzeszowie (dekanat Ostrzeszów diecezji kaliskiej).

## Historia i architektura
Obecna świątynia wzniesiona została w latach 1820 – 21.
Budowla jest szachulcowa, wzniesiona została w konstrukcji słupowo – ramowej (czyli sumikowo – łątkowej). Świątynia jest orientowana. Jej prezbiterium jest mniejsze w stosunku do nawy, zamknięte jest prostokątnie, z boku jest umieszczona murowana zakrystia. Od frontu nawy znajduje się niska wieża drewniana wzniesiona w konstrukcji słupowej. Zwieńcza ją gontowy dach dwuspadowy. Kościół nakrywa dach dwukalenicowy, pokryty gontem, na dachu jest umieszczona wieżyczka na sygnaturkę. Zwieńcza ją blaszany cebulasty dach hełmowy z latarnią. Wnętrze nakryte jest płaskim stropem belkowym. Chór muzyczny jest podparty dwoma słupami i charakteryzuje się prostym parapetem. Na belce tęczowej znajduje się krucyfiks późnogotycki, w stylu ludowym, wykonany na początku XVI wieku. Ołtarz główny reprezentuje styl manierystyczny i powstał w 1650 roku, polichromowany został w 1698 roku i jest ozdobiony obrazem Świętego Wawrzyńca i klęczącą postacią księdza fundatora. Ołtarze boczne powstały w XVIII wieku. Jeden z dzwonów jest gotycki i został odlany w XV wieku, natomiast drugi z sygnaturki pochodzi z XVIII wieku.